# 浮世亭歌楽・ミナミサザエ
浮世亭歌楽・ミナミサザエ（うきよていからく・みなみさざえ）は、昭和期に活躍した日本の漫才師。
また民間放送黎明期の朝日放送に松鶴家光晴・浮世亭夢若・中田ダイマル・ラケットらとともに専属となり1954年には「ホンダ・ドリーム・クイズ」「漫才教室」などで活躍。
歌楽は戦後、仁輪加出身あってかいくつかの映画にも出演。

## メンバー
- 浮世亭歌楽（1900年 - 1983年5月1日）立ち位置は向かって左。

奈良県生まれ、仁輪加師の大和家小宝楽の門下で大和家楽治を名乗った。戦前、戦中は2代目一輪亭花咲共に仁輪加師として活躍（1972年（1973年とも）には国立劇場で一輪亭花咲と一緒に仁輪加で舞台に上がっている。）。その後漫才に転向し浮世亭歌楽を名乗る。戦後は秋田實の宝塚新芸座にも所属、戎橋松竹、千日劇場、トップホットシアター、松竹芸能系の劇場に出演。1960年より都家文雄のあとを受け継ぎ関西演芸協会会長を務める他、喜劇の曽我廼家明蝶主催の「明蝶学院」の講師も務め後進の指導に力を注いだ。愛称は「カァさん」。
- ミナミサザエ（1920年 - ？）本名は奥村スミ子。立ち位置は向かって右。

大阪府天下茶屋の生まれ、小山慶司の門下で子役でデビュー。10歳の時に尾道市、小山寿美江の名で姉の志津子とコンビを組む。

## 一門
弟子筋は浮世亭夢丸を含めて浮世亭一門（または浮世亭派）と呼ばれ現在でも多くの芸人が活躍している。

### 直弟子
- 浮世亭柳平・とん平
- 浮世わたる
- 喜多みちお
- 板東晴彦（現・作曲家の板東春彦）

### 孫弟子
以下とん平門下。
- 浮世亭ジョージ・ケンジ（現在ジョージは「浮世亭ジョージ・ショージ」、ケンジは国分健二）
- 浮世亭いちじ
- 浮世亭てるてる
- 浮世亭ヒロボー
- 浮世亭三吾・美ユル（一門離脱）
- 浮世亭てっ平・ミリカ
- 浮世亭リング・サイド（旧・「ミヤ蝶太・蝶作」→「渚リング・サイド」。後の「リングサイド」、サイドは現在のジョージマン北）
- 浮世亭とんぼ

### 曾孫弟子
- 浮世亭大吾・小吾（一門離脱、廃業）
- 浮世亭いちご・いちえ（現在は廃業）